# Wereldkampioenschappen schoonspringen 2022 – Landenwedstrijd
De landenwedstrijd tijdens de wereldkampioenschappen schoonspringen 2022 vond plaats op 29 juni 2022 in de Donau-arena in Boedapest.

## Uitslag
| Rang   | Land                | Namen                                  | Punten |
| ------ | ------------------- | -------------------------------------- | ------ |
| Goud   | China               | Quan Hongchan Bai Yuming               | 391,40 |
| Zilver | Frankrijk           | Jade Gillet Alexis Jandard             | 358,50 |
| Brons  | Verenigd Koninkrijk | Andrea Spendolini-Sirieix James Heatly | 357,60 |
| 4      | Duitsland           | Elena Wassen Timo Barthel              | 354,35 |
| 5      | Maleisië            | Ooi Tze Liang Pandelela Rinong         | 350,25 |
| 6      | Brazilië            | Rafael Fogaça Ingrid Oliveira          | 348,45 |
| 7      | Zuid-Korea          | Cho Eun-bi Yi Jaeg-yeong               | 332,85 |
| 8      | Verenigde Staten    | Daryn Wright Maxwell Flory             | 319,60 |
| 9      | Australië           | Samuel Fricker Charli Petrov           | 318,45 |
| 10     | Mexico              | Viviana Del Ángel Kevin Muñoz          | 289,35 |
| 11     | Colombia            | Leonardo García Viviana Uribe          | 270,85 |
| 12     | Cuba                | Anisley García Luis Cañabate           | 237,55 |
| 13     | Nieuw-Zeeland       | Liam Stone Mikali Dawson               | 227,90 |